# Кармут
Кармут или Шармут (лат. Clarias anguillaris) — вид лучепёрых рыб из семейства клариевых, род Clarias. Водится в водах Нила, а также в озёрах и болотах дельты Нила в огромном количестве. Он достигает длины 60 см. Цвет сверху синевато-черный, снизу белый, в молодости с черными пятнами. При высыхании вод, в которых кармут живёт, он переползает по суше в другие водоемы. Употребляется в пищу. Мясо кармута вполне съедобно и высоко ценится жителями Египта. При температуре воды ниже 13 °C кармут погибает.
За последнее время данный вид рыбы стал очень популярен в странах Западной Европы и с большим успехом набирает обороты и в России. Имеет исключительно вкусное плотное мясо, белого цвета, которое можно сравнить только с угрём или сёмгой. Относительно низкое содержание жира — 5,1 %, высокое содержание белка — 16,2 % позволяет относить данную рыбу к диетическим продуктам и может использоваться в детском меню. Лёгок в приготовлении.

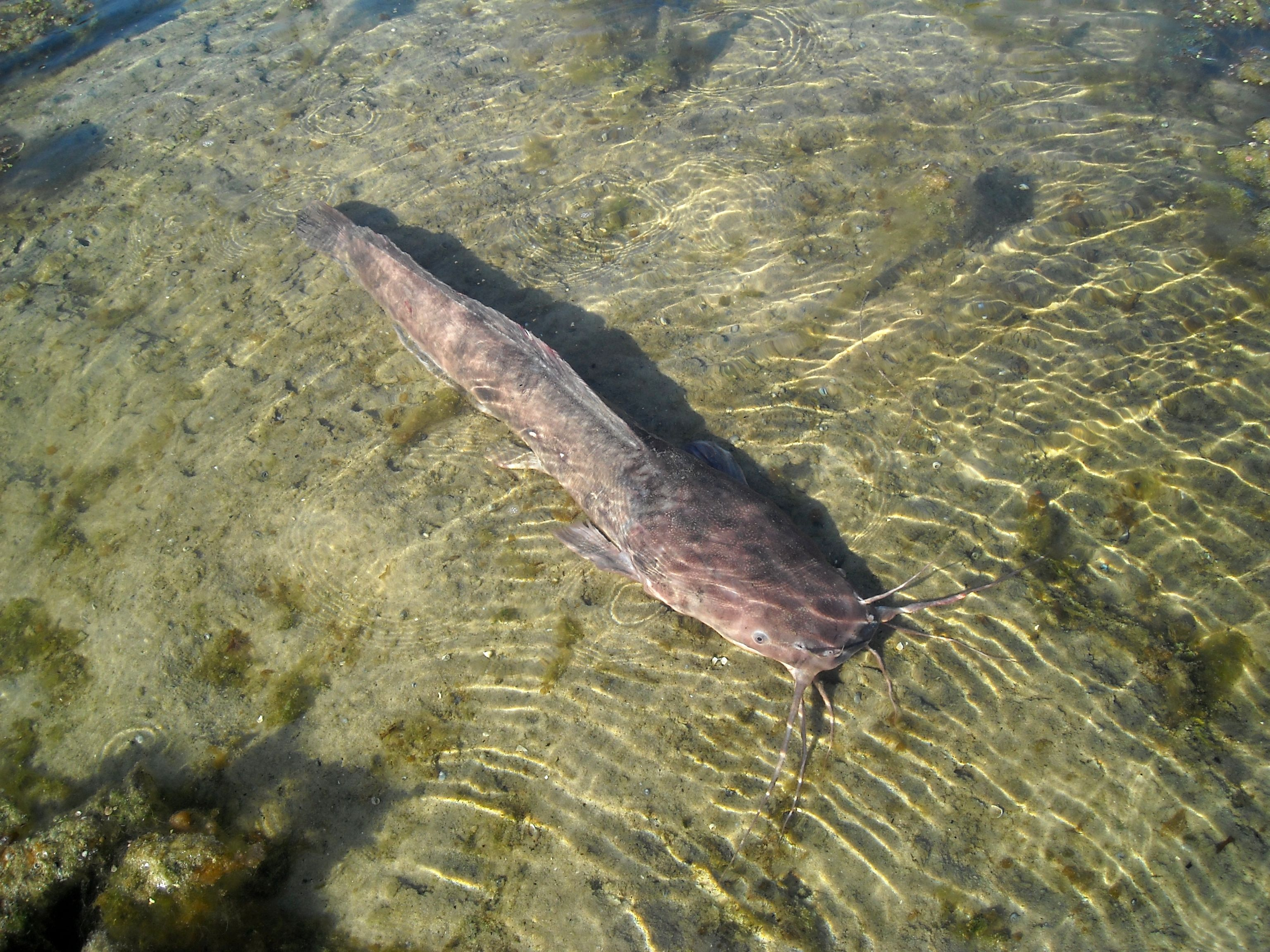
Кармут, искусственно выращенный в Курской области, Россия
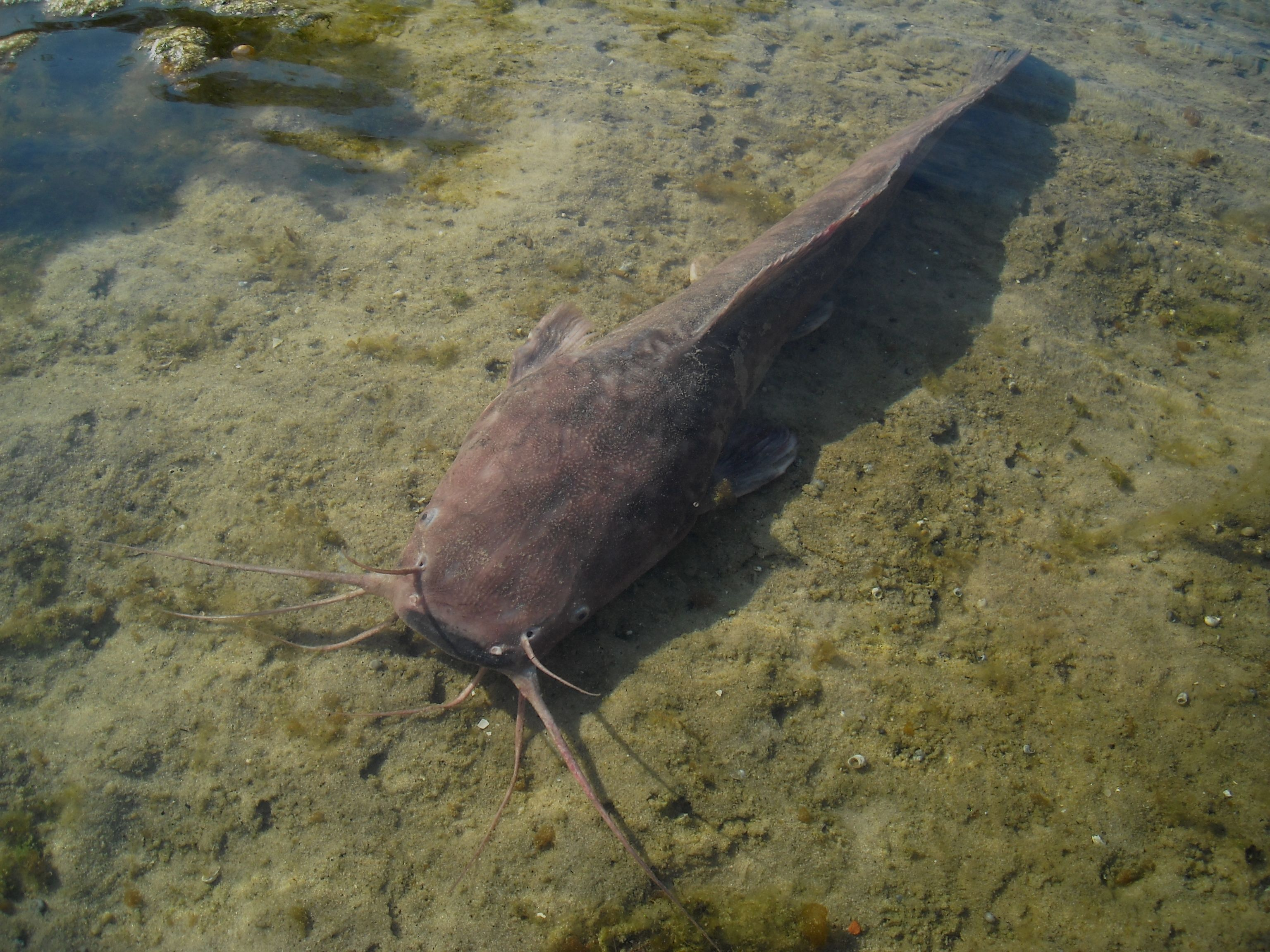
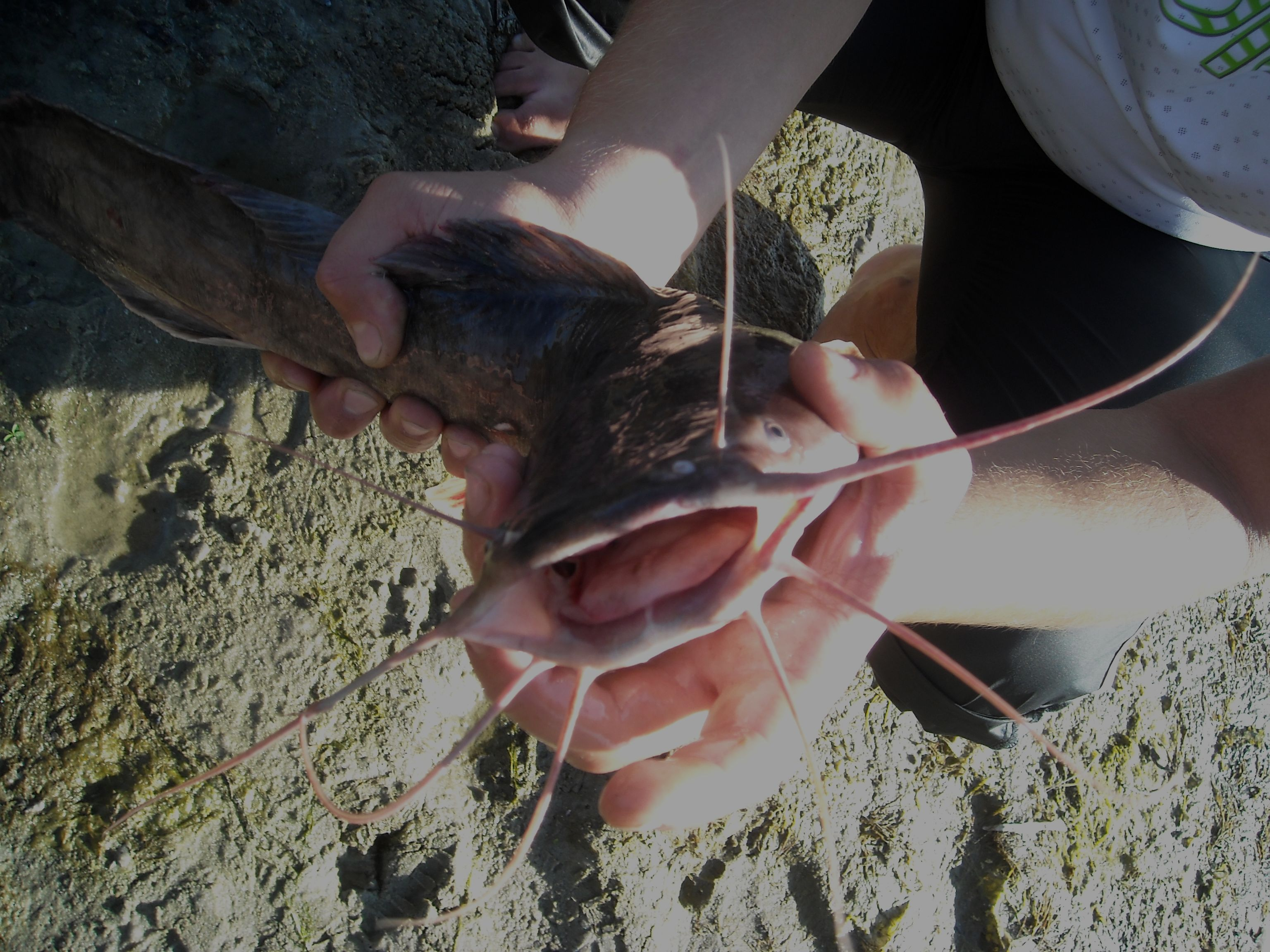